# مرکز ونر-گرن
مرکز ونر-گرن (به سوئدی: Wenner-Gren Center) یک ساختمان بلندمرتبه در سوئد است که در بخش استکهلم واقع شده‌است.